# Чиконьоло
Чиконьо̀ло (на италиански: Cicognolo, на местен диалект: Sigugnol, Сигуньол) е село и община в Северна Италия, провинция Кремона, регион Ломбардия. Разположено е на 44 m надморска височина. Населението на общината е 967 души (към 2016 г.).